# グラップリング世界選手権
グラップリング世界選手権（UWW Grappling World Championship）は、世界レスリング連合（UWW）が主催するグラップリングの国際大会。男女のノーギとギの四種目が実施されている。

## 歴史
2008年、FILAグラップリング世界選手権として創設。当初は男女のギとノーギの四種目で実施していたが、2010年にパンクラチオン、2011年から総合格闘技を加え規模が拡大していった。
2014年、FILAの再編でギグラップリング、総合格闘技、フォークレスリングなどが認定競技から除外され、ノーギグラップリングはパンクラチオンに統合され、大会は廃止された。
2015年、世界レスリング連合 (UWW) の認定競技（ノン・オリンピックスタイル）に復活し、大会が再開された。

## 階級

### 男子
| 階級     | 重量区分  |
| -------- | --------- |
| 無差別級 | 100kg以上 |
| 100kg級  | 100kg以下 |
| 92kg級   | 92kg以下  |
| 84kg級   | 84kg以下  |
| 77kg級   | 77kg以下  |
| 71kg級   | 71kg以下  |
| 66kg級   | 66kg以下  |
| 62kg級   | 62kg以下  |

### 女子
| 階級     | 重量区分 |
| -------- | -------- |
| 無差別級 | 71kg以上 |
| 71kg級   | 71kg以下 |
| 64kg級   | 64kg以下 |
| 58kg級   | 58kg以下 |
| 53kg級   | 53kg以下 |

## 開催履歴
| 回 | 大会名                       | 開催年月日                | 開催地                           |
| -- | ---------------------------- | ------------------------- | -------------------------------- |
| 9  | UWWグラップリング世界選手権  | 2016年9月28日 - 10月3日   | ミンスク                         |
| 8  | UWWグラップリング世界選手権  | 2015年8月22日 - 8月23日   | モスクワ州モスクワ               |
| 7  | 開催されず                   |                           |                                  |
| 6  | FILAグラップリング世界選手権 | 2013年6月12日 - 6月15日   | オンタリオ州ロンドン             |
| 5  | FILAグラップリング世界選手権 | 2012年11月15日 - 11月18日 | モスクワ州ラメンスコエ           |
| 4  | FILAグラップリング世界選手権 | 2011年9月29日 - 10月1日   | ベオグラード                     |
| 3  | FILAグラップリング世界選手権 | 2010年3月27日 - 3月28日   | マウォポルスカ県クラクフ         |
| 2  | FILAグラップリング世界選手権 | 2009年12月12日 - 12月13日 | フロリダ州フォートローダーデール |
| 1  | FILAグラップリング世界選手権 | 2008年12月20日 - 12月21日 | ルツェルン州ルツェルン           |

## 主な入賞者
- ジェフ・モンソン
- イアン・マーフィー
- タラ・ラローサ
- リサ・ワード
- タカ・クノウ
- ベン・アスクレン
- ザック・マコウスキー
- サラ・マクマン
- ジェシカ・アギラー
- マルチン・ヘルド
- 青野ひかる
- 渡部修斗